# 一宮市尾西スポーツセンター
一宮市尾西スポーツセンター（いちのみやしびさいスポーツセンター）は、愛知県一宮市にある一宮市の屋内競技施設（体育館）。

## 概要
体育及びスポーツの向上及び普及を図るための施設である。尾西市の尾西市民スポーツセンターとして1980年（昭和55年）6月竣工。同年10月開館。2005年（平成17年）4月1日に尾西市が一宮市に編入されたことに伴い、一宮市尾西スポーツセンターに改称する。
建物はRC構造2階建。延床面積は4,802.11m2。
指定管理者制度に基づき、ハマダスポーツ企画が運営管理している。

## 施設概要
1階
- 競技場（アリーナ）

面積は1,484m2。
バスケットボール2面、テニス2面、バレーボール2面、バドミントン8面、卓球台20台の使用が可能。観客席は2階に330席設置されている。
- 卓球・剣道場

面積は370m2。
卓球台8台、剣道2面の使用が可能。
- 第1会議室
- 男子更衣室
- 女子更衣室
- 男子シャワールーム
- 女子シャワールーム

2階
- 柔道場

面積は324m2（98帖）。
柔道、空手、合気道などで使用が可能。
- トレーニングルーム
- 男子更衣室
- 女子更衣室
- 男子シャワールーム
- 女子シャワールーム

## 利用案内
- 開館時間：9:00 - 21:00[1]
- 休館日：月曜日（その日が祝日の場合は開館）、祝日の翌日（その日が土・日曜日、祝日の場合は開館）、年末年始（12月28日 - 1月4日）[1]

## 交通アクセス

### 公共交通機関
- 名鉄バス起線「起工高・三岸美術館前」バス停下車、徒歩約15分。
  - 名鉄名古屋本線・尾西線 名鉄一宮駅、JR東海道本線 尾張一宮駅から一宮駅バスターミナルより【21】起行きに乗車。
- 名鉄バス起線「東五城」バス停下車、徒歩約9分。
  - 名鉄名古屋本線・尾西線 名鉄一宮駅、JR東海道本線 尾張一宮駅から一宮駅バスターミナルより【27】西中野行き、【26】蓮池行きに乗車。
- i-バス尾西北コース、尾西南コース「尾張中島」バス停下車、徒歩約20分。

## 周辺施設
- 愛知県立一宮起工科高等学校
- 一宮市立起小学校
- 一宮市立大徳小学校
- 五城公園
- 三岸節子記念美術館